# Begoña Egurbide Margañón
Begoña Egurbide Margañón   (Barcelona, 1958) és una artista de familia vascocubana.

## Biografia
Començà la seva carrera artística el 1986. El 1990 rebé el segon premi de pintura de La Biennal de La Caixa i el 1991, el primer premi de la Biennal de Girona i la Generalitat de Catalunya (1991). A partir del 1993, introduí la fotografia, el vídeo i les eines digitals a la seva obra i s'interessà per l'accés a la memòria, la construcció de la consciència, i la inestabilitat de les emocions. El seu treball està lligat a la poesia, l'inconscient, la mirada, la pintura i les eines digitals; les seves primeres obres investiguen la relació entre paraula i imatge insistint en les connexions entre el mental, el visual i els continguts del pensament traduïts en el llenguatge.
El 2001 començà el projecte Aprenentatge, que utilitza la fotografia lenticular i el vídeo, i aborda els diversos nivells narratius que generen els canvis generats en la memòria, i la distància amb la qual recordem la pròpia experiència. L'experimentació se centra en la lenticularitat, tècnica que origina en certa manera un efecte de temps obert, de relat trencat, esquerdat, que permet que la imatge pugui ser llegida com una acumulació d'instants, fora del control conscient, o com un únic instant sostingut.
El 2010 començà el projecte sobre les migracions contemporànies Un altre Lloc, una col·laboració entre Mèxic i Barcelona. Entre 2015 i 2018 treballà en dos projectes entrellaçats, The Oceanic Gaze i Textos Acrobàticos. El primer se centra en els fluxos que vinculen el desig i la societat; el segon, emfatitza la subordinació de la diferència a la identitat. Els dos insisteixen sobre els límits diferencials de l'activitat humana que enfronten la identitat a la cultura, i sobre les relacions de poder que s'estableixen en el llenguatge. El 2016 començà un projecte de col·laboració a l'espai La Cera 13, on un col·lectiu d'artistes i creadors tenen la possibilitat d'experimentar i actuar sense les pressions del mercat. Després de dos anys de tancament, el projecte tornà a començar el 2021.
Doctora per la Universitat de Castella-La Manxa amb la tesi La forma de la memòria. Memòria lenticular (2014), forma part del Departament d'Arts Visuals de la Escola Massana de Barcelona, adscrita a la Universitat Autònoma de Barcelona. Col·labora habitualment amb el poeta Sixto Pélaez.

## Exposicions
- Centre d'Arts Santa Mònica (2012)[1]